# خلنج هنت
خلنج هنت (بالإنجليزية: Erica Hunt)‏ هي كاتِبة وشاعرة أمريكية، ولدت في 12 مارس 1955.